# Inga blanchetiana
Inga blanchetiana là một loài rau đậu thuộc họ Fabaceae.
Loài này chỉ có ở Brasil.